# Freccia Vallone 1974
La Freccia Vallone 1974, trentottesima edizione della corsa, si svolse l'11 aprile 1974 per un percorso di 225 km. La vittoria fu appannaggio del belga Frans Verbeeck, che completò il percorso in 5h55'00" precedendo i connazionali Roger De Vlaeminck e Walter Godefroot; successivamente quest'ultimo fu squalificato per doping e il terzo posto rimase non assegnato.

Al traguardo di Verviers furono 61 i ciclisti, dei 205 partiti dalla medesima località, che portarono a termine la competizione.

## Ordine d'arrivo (Top 10)
| Pos. | Corridore           | Squadra                       | Tempo    |
| ---- | ------------------- | ----------------------------- | -------- |
| 1    | Frans Verbeeck      | Watney-Maes                   | 5h55'00" |
| 2    | Roger De Vlaeminck  | Brooklyn                      | s.t.     |
| SQ   | Walter Godefroot    | Flandria-Carpenter-Shimano    | s.t.     |
| 4    | Eric Leman          | M.i.c.-De Gribaldy-Ludo       | s.t.     |
| 5    | Alain Santy         | Gan-Mercier-Hutchinson        | s.t.     |
| 6    | Freddy Maertens     | Flandria-Carpenter-Shimano    | s.t.     |
| 7    | Herman Van Springel | M.i.c.-De Gribaldy-Ludo       | s.t.     |
| 8    | Walter Planckaert   | Watney-Maes                   | s.t.     |
| 9    | André Dierickx      | Merlin Plage-Shimano-Flandria | s.t.     |
| 10   | Miguel María Lasa   | KAS-Kaskol                    | s.t.     |